# Powervolley Milano 2017-2018
Questa voce raccoglie le informazioni riguardanti la Powervolley Milano nelle competizioni ufficiali della stagione 2017-2018.

## Stagione
Nella stagione 2017-18 la Powervolley Milano assume la denominazione sponsorizzata di Revivre Milano.
Partecipa per la quarta volta alla Superlega; chiude la regular season di campionato al sesto posto in classifica, qualificandosi per i play-off scudetto: viene eliminata ai quarti di finale dal Modena. Accede quindi ai play-off 5º posto, uscendo ai quarti di finale dopo aver perso contro la Top Volley Latina.
In Coppa Italia è eliminata agli ottavi di finale dal BluVolley Verona.

## Organigramma societario
Area direttiva
- Presidente: Lucio Fusaro
- Vicepresidente: Ivano Fusaro
- Consigliere delegato: Fabio Carpita, Francesco Ippolito
- Direttore generale: Adriano Alessandrini
- Segreteria: Martina Di Tomaso
- Team manager: Romano Bertoldi
- Direttore sportivo: Fabio Lini
- Consulente delegato: Alberto Gavazzi
- Logistica: Ivano D'Altoè

Area tecnica
- Allenatore: Andrea Giani
- Allenatore in seconda: Matteo De Cecco
- Scout man: Paolo Perrone

Area comunicazione
- Addetto stampa: Gabriele Pirruccio
- Fotografo: Alessandro Pizzi

Area marketing
- Ufficio marketing: Ilaria Chiappari
- Eventi: Ilaria Chiappari, Martina Di Tomaso
- Biglietteria: Martina Di Tomaso

Area sanitaria
- Responsabile staff medico: Claudio Benenti
- Preparatore atletico: Oscar Berti
- Assistente preparatore atletico: Gabriele Dedda
- Fisioterapista: Francesco Manzoni
- Ortopedico: Piero Volpi
- Osteopata: Luca Tonetti
- Fisiatra: Gianluca Melegati
- Radiologo: Elena Ciortan

## Rosa
| N° | Nome                  | Ruolo | Data di nascita  | Nazionalità sportiva |
| -- | --------------------- | ----- | ---------------- | -------------------- |
| 1  | Nimir Abdel-Aziz      | O     | 5 febbraio 1992  | Paesi Bassi          |
| 2  | Alessandro Piccinelli | L     | 30 gennaio 1997  | Italia               |
| 4  | Kévin Klinkenberg     | S     | 4 ottobre 1990   | Belgio               |
| 5  | Nicola Daldello       | P     | 6 maggio 1983    | Italia               |
| 6  | Riccardo Sbertoli     | P     | 23 maggio 1998   | Italia               |
| 7  | Alessandro Tondo      | C/O   | 18 agosto 1991   | Italia               |
| 8  | Ruben Schott          | S     | 8 luglio 1994    | Germania             |
| 9  | Ángel Pérez           | P     | 20 maggio 1982   | Porto Rico           |
| 11 | Matteo Piano          | C     | 23 ottobre 1990  | Italia               |
| 12 | Gianluca Galassi      | C     | 24 luglio 1997   | Italia               |
| 13 | Taylor Averill        | C     | 5 marzo 1992     | Stati Uniti          |
| 15 | Fabio Fanuli          | L     | 10 febbraio 1985 | Italia               |
| 16 | Alessandro Preti      | S     | 7 agosto 1992    | Italia               |
| 18 | Klemen Čebulj         | S     | 21 febbraio 1992 | Slovenia             |

## Mercato
| Acquisti | Acquisti              | Acquisti             | Acquisti   |
| R.       | Nome                  | da                   | Modalità   |
| -------- | --------------------- | -------------------- | ---------- |
| O        | Nimir Abdel-Aziz      | Stade Poitevin       | definitivo |
| C        | Taylor Averill        | Padova               | definitivo |
| S        | Klemen Čebulj         | Lube                 | definitivo |
| P        | Nicola Daldello       | Milano               | definitivo |
| L        | Fabio Fanuli          | Top Volley Latina    | definitivo |
| S        | Kévin Klinkenberg     | Top Volley Latina    | definitivo |
| P        | Ángel Pérez           | Gigantes de Adjuntas | definitivo |
| C        | Matteo Piano          | Modena               | definitivo |
| L        | Alessandro Piccinelli | Club Italia          | definitivo |
| S        | Alessandro Preti      | Civita Castellana    | definitivo |
| S        | Ruben Schott          | Charlottenburg       | definitivo |

| Cessioni | Cessioni          | Cessioni         | Cessioni   |
| R.       | Nome              | a                | Modalità   |
| -------- | ----------------- | ---------------- | ---------- |
| O        | Paweł Adamajtis   | AZS Częstochowa  | definitivo |
| P        | Dante Boninfante  | -                | ritirato   |
| L        | Danilo Cortina    | Aquila Bronte    | definitivo |
| C        | Giorgio De Togni  | New Mater        | definitivo |
| S        | Andrea Galaverna  | Cuneo            | definitivo |
| S        | Nicholas Hoag     | Trentino         | definitivo |
| S        | Federico Marretta | BluVolley Verona | definitivo |
| O        | Rasmus Nielsen    | Argos            | definitivo |
| L        | Gabriele Rudi     | Saronno          | definitivo |
| S        | Todor Skrimov     | NOVA             | definitivo |

## Risultati

### Superlega

#### Girone di andata
| 1ª giornata - 15 ottobre 2017 PalaTrento, Trento              | Trentino           | 2 - 3 | Powervolley Milano | 22-25, 25-20, 20-25, 25-19, 13-15 |
| 2ª giornata - 22 ottobre 2017 PalaPiantanida, Busto Arsizio   | Powervolley Milano | 3 - 1 | Milano             | 25-20, 25-23, 20-25, 25-21        |
| 3ª giornata - 26 ottobre 2017 PalaPiantanida, Busto Arsizio   | Powervolley Milano | 1 - 3 | Lube               | 24-26, 22-25, 26-24, 22-25        |
| 4ª giornata - 29 ottobre 2017 PalaEvangelisti, Perugia        | Sir Safety Perugia | 3 - 0 | Powervolley Milano | 25-19, 25-20, 25-23               |
| 5ª giornata - 1º novembre 2017 PalaPiantanida, Busto Arsizio  | Powervolley Milano | 1 - 3 | Porto Robur Costa  | 25-19, 20-25, 17-25, 23-25        |
| 6ª giornata - 5 novembre 2017 PalaBanca, Piacenza             | Piacenza           | 3 - 1 | Powervolley Milano | 25-23, 18-25, 27-25, 32-30        |
| 7ª giornata - 10 novembre 2017 PalaPiantanida, Busto Arsizio  | Powervolley Milano | 3 - 1 | Callipo            | 23-25, 25-22, 25-22, 25-22        |
| 8ª giornata - 19 novembre 2017 PalaPanini, Modena             | Modena             | 3 - 2 | Powervolley Milano | 25-19, 21-25, 25-21, 26-28, 15-11 |
| 9ª giornata - 26 novembre 2017 PalaPiantanida, Busto Arsizio  | Powervolley Milano | 3 - 0 | Argos              | 25-21, 25-19, 25-20               |
| 10ª giornata - 3 dicembre 2017 PalaSanLazzaro, Padova         | Padova             | 0 - 3 | Powervolley Milano | 22-25, 13-25, 13-25               |
| 11ª giornata - 10 dicembre 2017 PalaPiantanida, Busto Arsizio | Powervolley Milano | 0 - 3 | BluVolley Verona   | 15-25, 22-25, 17-25               |
| 12ª giornata - 17 dicembre 2017 PalaPiantanida, Busto Arsizio | Powervolley Milano | 3 - 0 | New Mater          | 25-16, 25-20, 25-13               |
| 13ª giornata - 26 dicembre 2017 PalaBianchini, Latina         | Top Volley Latina  | 0 - 3 | Powervolley Milano | 18-25, 20-25, 20-25               |

#### Girone di ritorno
| 1ª giornata - 30 dicembre 2017 PalaPiantanida, Busto Arsizio   | Powervolley Milano | 2 - 3 | Trentino           | 25-22, 25-22, 22-25, 14-25, 13-15 |
| 2ª giornata - 4 gennaio 2018 Palazzetto dello Sport, Monza     | Milano             | 1 - 3 | Powervolley Milano | 25-14, 23-25, 21-25, 16-25        |
| 3ª giornata - 7 gennaio 2018 PalaCivitanova, Civitanova Marche | Lube               | 3 - 1 | Powervolley Milano | 25-18, 23-25, 25-21, 25-19        |
| 4ª giornata - 10 gennaio 2018 PalaPiantanida, Busto Arsizio    | Powervolley Milano | 1 - 3 | Sir Safety Perugia | 20-25, 25-23, 20-25, 22-25        |
| 5ª giornata - 14 gennaio 2018 PalaDeAndré, Ravenna             | Porto Robur Costa  | 0 - 3 | Powervolley Milano | 21-25, 25-27, 20-25               |
| 6ª giornata - 20 gennaio 2018 PalaPiantanida, Busto Arsizio    | Powervolley Milano | 2 - 3 | Piacenza           | 25-23, 25-22, 20-25, 26-28, 11-15 |
| 7ª giornata - 2 febbraio 2018 PalaValentia, Vibo Valentia      | Callipo            | 0 - 3 | Powervolley Milano | 17-25, 24-26, 23-25               |
| 8ª giornata - 7 febbraio 2018 PalaPiantanida, Busto Arsizio    | Powervolley Milano | 3 - 2 | Modena             | 22-25, 25-16, 23-25, 25-16, 20-18 |
| 9ª giornata - 11 febbraio 2018 PalaPolsinelli, Sora            | Argos              | 0 - 3 | Powervolley Milano | 22-25, 22-25, 16-25               |
| 10ª giornata - 18 febbraio 2018 PalaPiantanida, Busto Arsizio  | Powervolley Milano | 3 - 1 | Padova             | 25-18, 26-24, 24-26, 28-26        |
| 11ª giornata - 21 febbraio 2018 PalaOlimpia, Verona            | BluVolley Verona   | 3 - 1 | Powervolley Milano | 25-17, 20-25, 25-21, 25-20        |
| 12ª giornata - 25 febbraio 2018 PalaFlorio, Bari               | New Mater          | 0 - 3 | Powervolley Milano | 19-25, 15-25, 20-25               |
| 13ª giornata - 4 marzo 2018 PalaPiantanida, Busto Arsizio      | Powervolley Milano | 2 - 3 | Top Volley Latina  | 30-32, 18-25, 25-16, 25-22, 10-15 |

#### Play-off scudetto
| Quarti di finale (gara 1) - 11 marzo 2018 PalaPanini, Modena            | Modena             | 3 - 2 | Powervolley Milano | 26-24, 25-27, 25-19, 21-25, 15-12 |
| Quarti di finale (gara 2) - 18 marzo 2018 PalaPiantanida, Busto Arsizio | Powervolley Milano | 1 - 3 | Modena             | 27-25, 21-25, 19-25, 19-25        |

#### Play-off 5º posto
| Quarti di finale (andata) - 31 marzo 2018 PalaBianchini, Latina          | Top Volley Latina  | 3 - 2 | Powervolley Milano | 25-11, 21-25, 25-23, 22-25, 15-11 |
| Quarti di finale (ritorno) - 8 aprile 2018 PalaPiantanida, Busto Arsizio | Powervolley Milano | 0 - 3 | Top Volley Latina  | 22-25, 23-25, 22-25               |

### Coppa Italia
| Sedicesimi di finale - 4 ottobre 2017 Palasport "Città di Frosinone", Frosinone | Argos            | 0 - 3 | Powervolley Milano | 18-25, 24-26, 19-25        |
| Ottavi di finale - 11 ottobre 2017 PalaOlimpia, Verona                          | BluVolley Verona | 3 - 1 | Powervolley Milano | 24-26, 25-22, 25-21, 25-20 |

## Statistiche

### Statistiche di squadra
| Competizione | Punti | In casa | In casa | In casa | In trasferta | In trasferta | In trasferta | Totale | Totale | Totale |
| Competizione | Punti | G       | V       | P       | G            | V            | P            | G      | V      | P      |
| ------------ | ----- | ------- | ------- | ------- | ------------ | ------------ | ------------ | ------ | ------ | ------ |
| Superlega    | 44    | 15      | 6       | 9       | 15           | 8            | 7            | 30     | 14     | 16     |
| Coppa Italia | -     | 0       | 0       | 0       | 2            | 1            | 1            | 2      | 1      | 1      |
| Totale       | -     | 15      | 6       | 9       | 17           | 9            | 8            | 32     | 15     | 17     |

G = partite giocate; V = partite vinte; P = partite perse

### Statistiche dei giocatori
| Giocatore      | Superlega | Superlega | Superlega | Superlega | Superlega | Coppa Italia | Coppa Italia | Coppa Italia | Coppa Italia | Coppa Italia | Totale | Totale | Totale | Totale | Totale |
| Giocatore      | P         | PT        | AV        | MV        | BV        | P            | PT           | AV           | MV           | BV           | P      | PT     | AV     | MV     | BV     |
| -------------- | --------- | --------- | --------- | --------- | --------- | ------------ | ------------ | ------------ | ------------ | ------------ | ------ | ------ | ------ | ------ | ------ |
| N. Abdel-Aziz  | 25        | 529       | 423       | 39        | 67        | 2            | 43           | 39           | 1            | 3            | 27     | 572    | 462    | 40     | 70     |
| T. Averill     | 29        | 168       | 119       | 39        | 10        | 2            | 21           | 18           | 1            | 2            | 31     | 189    | 137    | 40     | 12     |
| K. Čebulj      | 26        | 340       | 278       | 31        | 31        | -            | -            | -            | -            | -            | 26     | 340    | 278    | 31     | 31     |
| N. Daldello    | 11        | 7         | 3         | 2         | 2         | 2            | 0            | 0            | 0            | 0            | 13     | 7      | 3      | 2      | 2      |
| F. Fanuli      | 24        | 0         | 0         | 0         | 0         | 2            | 0            | 0            | 0            | 0            | 26     | 0      | 0      | 0      | 0      |
| G. Galassi     | 28        | 120       | 81        | 34        | 5         | 0            | 0            | 0            | 0            | 0            | 28     | 120    | 81     | 34     | 5      |
| K. Klinkenberg | 29        | 247       | 205       | 22        | 20        | 2            | 17           | 13           | 3            | 1            | 31     | 264    | 218    | 25     | 21     |
| Á. Pérez       | 19        | 7         | 0         | 1         | 6         | -            | -            | -            | -            | -            | 19     | 7      | 0      | 1      | 6      |
| M. Piano       | 28        | 190       | 118       | 64        | 8         | 2            | 13           | 9            | 3            | 1            | 30     | 203    | 127    | 67     | 9      |
| A. Piccinelli  | 14        | 0         | 0         | 0         | 0         | 1            | 1            | 0            | 1            | 0            | 15     | 1      | 0      | 1      | 0      |
| A. Preti       | 9         | 2         | 2         | 0         | 0         | 2            | 0            | 0            | 0            | 0            | 11     | 2      | 2      | 0      | 0      |
| R. Sbertoli    | 21        | 28        | 3         | 11        | 14        | 2            | 5            | 2            | 1            | 2            | 23     | 33     | 5      | 12     | 16     |
| R. Schott      | 29        | 181       | 139       | 12        | 30        | 2            | 19           | 17           | 1            | 1            | 31     | 200    | 156    | 13     | 31     |
| A. Tondo       | 23        | 63        | 46        | 8         | 9         | 1            | 1            | 1            | 0            | 0            | 24     | 64     | 47     | 8      | 9      |

P = presenze; PT = punti totali; AV = attacchi vincenti; MV = muri vincenti; BV = battute vincenti